# Stazione di ricerca Svea
La stazione di ricerca Svea (in svedese Forskningsstationen Svea) è una base antartica estiva svedese, in nome della base deriva da Sverige, Svezia.

## Ubicazione
Localizzata a ad una latitudine di 74° 35' sud e ad una longitudine di 11°13' ovest la stazione si trova nella valle Scharffenbergbotnen, costa della principessa Martha (terra della regina Maud).
La base è stata fondata durante la campagna antartica svedese del 1987/88 ad oltre 60 km dalla linea di costa con due moduli in fibra di vetro per una superficie complessiva di 12 m².
La stazione è usata saltuariamente durante le spedizioni antartiche svedesi ed è stata la base principale durante la campagna 1992/93 quando agli edifici già presenti sono stati aggiunti un modulo abitativo ed un'officina.